# Chiesa del Sacro Cuore (Funes)
La chiesa del Sacro Cuore di Gesù è una chiesa ubicata a Funes, nella frazione di Tiso; è sede parrocchiale e fa parte del decanato di Chiusa-Castelrotto.

## Storia
Una primitiva chiesa doveva già esistere intorno al XIII secolo, menzionata in alcuni documenti nel 1303, ed intitolata alla Madonna: venne distrutta da un terremoto nel 1471. Fu quindi ricostruita e consacrata alla Santa Croce e a sant'Elena nel 1475: si presentava in stile gotico. All'inizio del XVI secolo fu costruito il campanile, mentre la campana venne realizzata ad Innsbruck nel 1734: questa è chiamata dagli abitanti della zona Annemarie ed ha un peso di 850 chilogrammi. La chiesa fu nuovamente ricostruita nel 1889, ampliandola su disegno di Josef Vonstadl, secondo uno stile neogotico e consacrata al Sacro Cuore di Gesù nel 1890. Nel 1904 divenne sede parrocchiale. Durante la seconda guerra mondiale la campana venne nascosta dalle donne del luogo in un pozzo nero per quasi un anno, evitando così che fosse requisita per ricavarne delle munizioni.

## Descrizione
L'interno è a navata unica. Nei pressi dell'ingresso è custodita una Pietà, opera di Josef Konrad Wiser del XVIII secolo. Sull'altare maggiore un polittico con figura centrale ritraente la Madonna del Rosario con Gesù e contornato da San Pietro, San Paolo, Santa Caterina e Sant'Agnese.
Il campanile ha un'altezza di 57 metri, con cella campanaria ad archi ogivali e torre a punta con riquadri in granito. Accanto alla chiesa è il cimitero con cappella dedicata a Nostra Signora di Lourdes.